# 24297 Джонбах
24297 Джонбах (24297 Jonbach) — астероїд головного поясу, відкритий 14 грудня 1999 року.
Тіссеранів параметр щодо Юпітера — 3,365.